# Keith Strickland
Keith Strickland (właśc. Julius Keith Strickland; ur. 26 października 1953 w Athens, Georgia). Perkusista (w latach 1976 - 88), gitarzysta (od 1988 roku) i kompozytor amerykańskiej grupy nowo falowo - rockowej The B-52’s, której był jednym z założycieli obok Cindy Wilson, Kate Pierson, Fred Schneidera i Ricky Wilsona. Grywa też na klawiszach, a w kilku piosenkach grupy śpiewa na drugim wokalu.